# Rauvolfia
Rauvolfia is een geslacht van groenblijvende bomen en struiken uit de maagdenpalmfamilie (Apocynaceae). De soorten komen wereldwijd voor in (sub)tropische regio's.

## Soorten
- Rauvolfia amsoniifolia A.DC.
- Rauvolfia andina Markgr.
- Rauvolfia anomala Rapini & I.Koch
- Rauvolfia aphlebia (Standl.) A.H.Gentry
- Rauvolfia atlantica Emygdio
- Rauvolfia bahiensis A.DC.
- Rauvolfia balansae (Baill.) Boiteau
- Rauvolfia biauriculata Müll.Arg.
- Rauvolfia caffra Sond.
- Rauvolfia cambodiana Pierre ex Pit.
- Rauvolfia capixabae I.Koch & Kin.-Gouv.
- Rauvolfia capuronii Markgr.
- Rauvolfia chaudocensis Pierre ex Pit.
- Rauvolfia cubana A.DC.
- Rauvolfia decurva Hook.f.
- Rauvolfia dichotoma K.Schum.
- Rauvolfia gracilis I.Koch & Kin.-Gouv.
- Rauvolfia grandiflora Mart. ex A.DC.
- Rauvolfia hookeri S.R.Sriniv. & Chithra
- Rauvolfia insularis Markgr.
- Rauvolfia javanica Koord. & Valeton
- Rauvolfia kamarora Hendrian
- Rauvolfia leptophylla A.S.Rao
- Rauvolfia letouzeyi Leeuwenb.
- Rauvolfia ligustrina Roem. & Schult.
- Rauvolfia linearifolia Britton & P.Wilson
- Rauvolfia littoralis Rusby
- Rauvolfia macrantha K.Schum. ex Markgr.
- Rauvolfia mannii Stapf
- Rauvolfia mattfeldiana Markgr.
- Rauvolfia maxima Markgr.
- Rauvolfia media Pichon
- Rauvolfia micrantha Hook.f.
- Rauvolfia microcarpa Hook.f.
- Rauvolfia moluccana Markgr.
- Rauvolfia mombasiana Stapf
- Rauvolfia moricandii A.DC.
- Rauvolfia nana E.A.Bruce
- Rauvolfia nitida Jacq.
- Rauvolfia nukuhivensis (Fosberg & Sachet) Lorence & Butaud
- Rauvolfia obtusiflora A.DC.
- Rauvolfia oligantha Hendrian
- Rauvolfia pachyphylla Markgr.
- Rauvolfia paraensis Ducke
- Rauvolfia paucifolia A.DC.
- Rauvolfia pentaphylla Ducke
- Rauvolfia polyphylla Benth.
- Rauvolfia praecox K.Schum. ex Markgr.
- Rauvolfia pruinosifolia I.Koch & Kin.-Gouv.
- Rauvolfia purpurascens Standl.
- Rauvolfia rhonhofiae Markgr.
- Rauvolfia rivularis Merr.
- Rauvolfia rostrata Markgr.
- Rauvolfia sachetiae Fosberg
- Rauvolfia salicifolia Griseb.
- Rauvolfia sanctorum Woodson
- Rauvolfia sandwicensis A.DC.
- Rauvolfia schuelii Speg.
- Rauvolfia sellowii Müll.Arg.
- Rauvolfia semperflorens (Müll.Arg.) Schltr.
- Rauvolfia serpentina (L.) Benth. ex Kurz
- Rauvolfia sevenetii Boiteau
- Rauvolfia spathulata Boiteau
- Rauvolfia sprucei Müll.Arg.
- Rauvolfia steyermarkii Woodson
- Rauvolfia sumatrana Jack
- Rauvolfia tetraphylla L.
- Rauvolfia tiaolushanensis Tsiang
- Rauvolfia verticillata (Lour.) Baill.
- Rauvolfia viridis Roem. & Schult.
- Rauvolfia volkensii (K.Schum.) Stapf
- Rauvolfia vomitoria Wennberg
- Rauvolfia weddeliana Müll.Arg.
- Rauvolfia woodsoniana Standl.

## Hybriden
- Rauvolfia ×ivanovii Granda & V.R.Fuentes

Aganonerion · 
Acokanthera · 
Adenium · 
Aganosma · 
Allamanda · 
Alstonia · 
Alyxia · 
Amalocalyx · 
Anodendron · 
Apocynum .
Asclepias · 
Baharuia · 
Baissea · 
Beaumontia ·
Caralluma · 
Carissa · 
Catharanthus · 
Cerbera · 
Ceropegia (lantaarnplanten) · 
Chonemorpha · 
Cleghornia · 
Cynanchum · 
Dewevrella ·
Dischidia ·
Ditassa  ·
Echites · 
Elytropus · 
Epigynum · 
Eucorymbia · 
Forsteronia · 
Hoodia · 
Hoya · 
Hylaea · 
Huernia · 
Ichnocarpus · 
Ixodonerium · 
Kopsia · 
Landolphia · 
Lhotzkyella · 
Macroditassa · 
Mandevilla · 
Manothrix · 
Margaretta · 
Marsdenia · 
Matelea · 
Melinia ·
Melodinus  · 
Merrillanthus · 
Metaplexis · 
Metastelma · 
Microdactylon · 
Microloma · 
Miraglossum · 
Mitostigma · 
Morrenia · 
Motandra · 
Nautonia · 
Neoschumannia · 
Nephradenia · 
Notechidnopsis · 
Odontadenia · 
Odontanthera · 
Oncinema · 
Oncostemma · 
Ophionella · 
Orbea · 
Orbeanthus · 
Orbeopsis · 
Orthanthera · 
Orthosia · 
Oxypetalum · 
Oxystelma · 
Pachycarpus · 
Pachycymbium · 
Pachypodium · 
Papuechites · 
Parameria · 
Parapodium · 
Parepigynum · 
Parsonsia · 
Pectinaria · 
Pentacyphus · 
Pentarrhinum · 
Pentasachme · 
Pentastelma · 
Pentatropis · 
Peplonia · 
Pergularia · 
Periglossum · 
Petopentia · 
Pherotrichis · 
Philibertia · 
Piaranthus · 
Pleurostelma · 
Plumeria · 
Pseudolithos · 
Quaqua · 
Quisumbingia · 
Raphistemma · 
Raphionacme · 
Rauvolfia · 
Rhyncharrhena · 
Rhyssolobium · 
Rhyssostelma · 
Rhytidocaulon · 
Riocreuxia · 
Rojasia · 
Sarcolobus ·
Sarcostemma · 
Schistogyne · 
Schistonema · 
Schubertia · 
Secamone · 
Secamonopsis · 
Seutera · 
Sindechites · 
Sisyranthus · 
Solenostemma · 
Sphaerocodon · 
Stapelia · 
Stapelianthus · 
Stapeliopsis · 
Stathmostelma · 
Stenomeria · 
Stenostelma · 
Stigmatorhynchus · 
Schizozygia · 
Tacazzea · 
Tectiphiala · 
Trachelospermum · 
Urceola · 
Vallariopsis · 
Vinca (maagdenpalm) · 
Vincetoxicum (engbloem)